# Rugby zveza Slovenije
Rugby zveza Slovenije (kratica RZS) je krovna športna organizacija na področju ragbija v Sloveniji. Trenutno v Sloveniji delujejo trije klubi, dva v Ljubljani in en v Mariboru. Trenutno pod okriljem Rugby zveze Slovenije tekmujejo:
- članska moška reprezentanca v Rugby Europe International Championships,
- moška članska rugby sevens reprezentanca v Men 7s Conference 1 Arhivirano 2018-06-16 na Wayback Machine.,
- ženska članska rugby sevens reprezentanca v Women 7s Conference,
- moška U18 rugby sevens reprezentanca.

## Vodstvo zveze
- Predsednik RZS: Goran Djuratovič,
- Podpredsednik RZS: Andraž Kramer,
- Podpredsednik RZS: Damjan Volavšek,
- Podpredsednik RZS: Marko Babnik,
- Podpredsednik RZS: Samo Peter Medved,
- Sekretar RZS: Aleksander Jug,
- Blagajnik RZS: Ivan Šček.

## Članska moška reprezentanca
Ekipo sestavlja 23 reprezentantov, ki jih določi selektor reprezentance.
- Selektor: Tihomir Janković,
- Pomočnik selektorja: Robert Puconja,
- Kapetan: Enej Radelj Šemrov.

| Ime                          | Nastopi | Klub                               |
| ---------------------------- | ------- | ---------------------------------- |
| Radelj Šemrov Enej (kapetan) | 28      | Blackburn R. U. F. C.              |
| Mihelič Igor                 | 12      | RAK Olimpija                       |
| Mostar Simon                 | 5       | RAK Olimpija                       |
| Sajevic Jaka                 | 18      | RK Ljubljana                       |
| Puš Tadej                    | 2       | RK Ljubljana                       |
| Pilko Blaž                   | 18      | RK Ljubljana                       |
| Okič Igor                    | 5       | RK Ljubljana                       |
| Fogec Žan                    | 1       | RK Ljubljana                       |
| Hočevar Tit                  | 46      | RK Ljubljana                       |
| Gobec Peter                  | 34      | RK Ljubljana                       |
| Kovacic Michael              | 4       | Rosslyn Park FC                    |
| Miljuš Grega                 | 44      | RK Ljubljana                       |
| Šercer Jernej                | 23      | RK Ljubljana                       |
| Dobnikar Domen               | 10      | RK Ljubljana                       |
| Skofic Max                   | 9       | Sedgley Park Tigers                |
| Delmas Guillaume             | 5       | USO Massif Central(France)         |
| Lah Lev                      | 3       | RK Ljubljana                       |
| Javornik Iztok               | 13      | RK Ljubljana                       |
| Skofic Jack                  | 10      | Tarleton Rugby Union Football Club |
| Burnik Žiga                  | 26      | RK Ljubljana                       |
| Sambol Lovro                 | 19      | RK Ljubljana                       |
| Kavčič Peter                 | 34      | RK Ljubljana                       |
| Skofic Frank Joseph          | 14      | Blackburn R. U. F. C.              |
| Skofic George                | 8       | Blackburn R. U. F. C.              |
| Troppan Anže                 | 25      | RK Ljubljana                       |
| Okič Gal                     | 18      | RK Ljubljana                       |
| Železnik Črt                 | 10      | RK Ljubljana                       |

## Članska moška sevens reprezentanca
Ekipo sestavlja 12 reprezentantov, ki jih določi selektor reprezentance.
- Selektor:
- Pomočnik selektorja:

## Članska ženska reprezentanca
Ekipo sestavlja 12 reprezentantk, ki jih določi selektor reprezentance.Trenutno obstaja le ena ženska članska sevens ekipa v Sloveniji, in sicer v Rugby klubu Olimpija.
- Selektor/trener: Mirsad Pejković

## Moška U18 rugby sevens reprezentanca
Ekipo sestavlja 12 reprezentant, ki jih določi selektor reprezentance.
- Selektor:
- Pomočnik selektorja

## Tekmovanja v katerih sodelujejo slovenski klubi
- Moško člansko državno prvenstvo.
- Moško člansko sevens državno prvenstvo.
- Regional rugby cup (Rugby klub Ljubljana)
- Alpine rugby Championship Arhivirano 2018-03-28 na Wayback Machine. (Rugby klub Maribor)
- Alpine rugby Premiership Arhivirano 2018-03-28 na Wayback Machine. (Rugby atletski klub Olimpija)
- Austrian Women's 7s Series Arhivirano 2018-03-26 na Wayback Machine. (Rugby atletski klub Olimpija - ženske)